# Robert B. Wilson
Robert Butler Jr. Wilson, detto Bob (Geneva, 16 maggio 1937), è un economista statunitense.
È stato insignito del Premio Nobel per l'economia nel 2020, insieme a Paul Milgrom, per "aver migliorato la teoria delle aste e inventato nuovi formati di assegnazione".

## Biografia
Wilson è nato nel 1937 a Ginevra, Nebraska. Si è laureato alla Lincoln High School di Lincoln, Nebraska, e ha ottenuto una borsa di studio per l'Università di Harvard. Ha ricevuto il suo A.B. dall'Harvard College nel 1959. Ha poi completato il suo M.B.A. nel 1961 e il suo D.B.A. nel 1963 dalla Harvard Business School. Lavorò all'Università della California, Los Angeles, per un brevissimo periodo e poi si unì alla facoltà della Stanford University. Fa parte della facoltà della Stanford Business School dal 1964.  È stato anche membro di facoltà affiliato della Harvard Law School dal 1993 al 2001.